# 투스 앤 테일

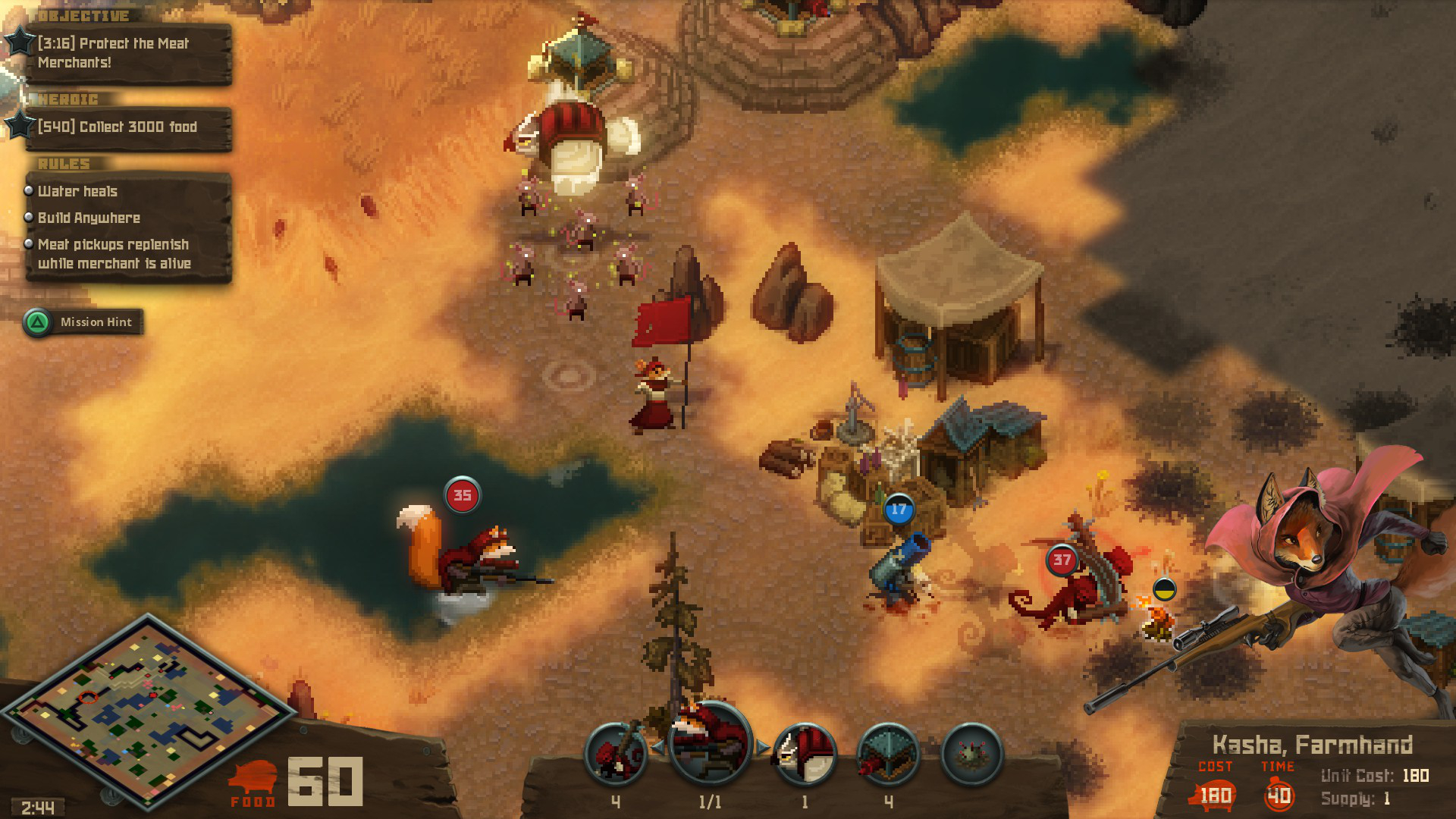
스크린샷

투스 앤 테일(Tooth and Tail)은 포켓워치 게임스에서 개발한 실시간 전략 인디게임이다. 투스 앤 테일은 인간이 존재하지 않는 동물 세계가 계몽주의를 거처 산업혁명기를 겪는 것을 다루고 있으며, 이에 다라 기술적인 배경은 19세기와 20세기 초를 다루고 있다.

## 개관
투스 앤 테일은 5~12분 정도의 짧은 게임 시간을 가지고 있으며, 게임패드에 맞게 간소화되어 제작되었다. 게임 개발은 2014년부터 컨셉단계를 진행했으며, 그당시 이름은 아르마다였으며 그후 Lead to Fire로 이름을 정하게 되었으나, 각각의 전투원에게 공급하는 보급 비율인 Tooth-to-tail ratio에서 영감을 따서 투스 앤 테일로 이름을 바꾸게 된다.

## 평가
| 통합 점수       | 통합 점수              |
| 통합사          | 점수                   |
| --------------- | ---------------------- |
| 메타크리틱      | PC: 80/100 PS4: 78/100 |
| 평론 점수       |                        |
| 평론사          | 점수                   |
| 디스트럭토이드  | 9.5/10                 |
| 게임스팟        | 8/10                   |
| Hardcore Gamer  | 4/5                    |
| Eurogamer Italy | 9/10                   |
| AusGamers       | 8.1/10                 |

| 수상                 | 수상                  |
| 평론사               | 수상                  |
| -------------------- | --------------------- |
| Intel Level Up 2016  | Best Character Design |
| Media Indie Exchange | Guest's Pick (tied)   |